# Ponte di Cerbaia
Il ponte di Cerbaia è il più antico ponte sopravvissuto fino ad oggi che permette l'attraversamento del fiume Bisenzio.
Si trova ai piedi della Rocca di Cerbaia, in località Carmignanello, lungo la strada statale 325 della val di Bisenzio nel comune di Cantagallo, in provincia di Prato.

## Storia
Il ponte risale all'alto medioevo ed è antecedente alla costruzione della rocca; Nel 1314 la Repubblica di Firenze  fece un accordo con i conti Alberti in base al quali doveva essere costruito un nuovo ponte per agevolare il passaggio delle merci verso Bologna. Sembra che anche Giuseppe Garibaldi abbia attraversato il ponte di Cerbaia e ciò avvenne all'imbrunire di domenica 26 agosto 1849 quando lui e il suo aiutante Giovanni Battista Culiolo detto il Maggior Leggero lo oltrepassarono in direzione Prato per sfuggire agli austriaci.
Nel corso dei secoli ha subito numerosi restauri e rifacimenti fino all'ultimo restauro integrale del 1993.

## Architettura
Il ponte di Cerbaia presenta tre arcate a sesto ribassato più una quarta di piccole dimensioni; ha il paramento murario realizzato in conci squadrati di pietra arenaria. È largo circa 5 braccia fiorentine (2.30 metri).

## Altre immagini

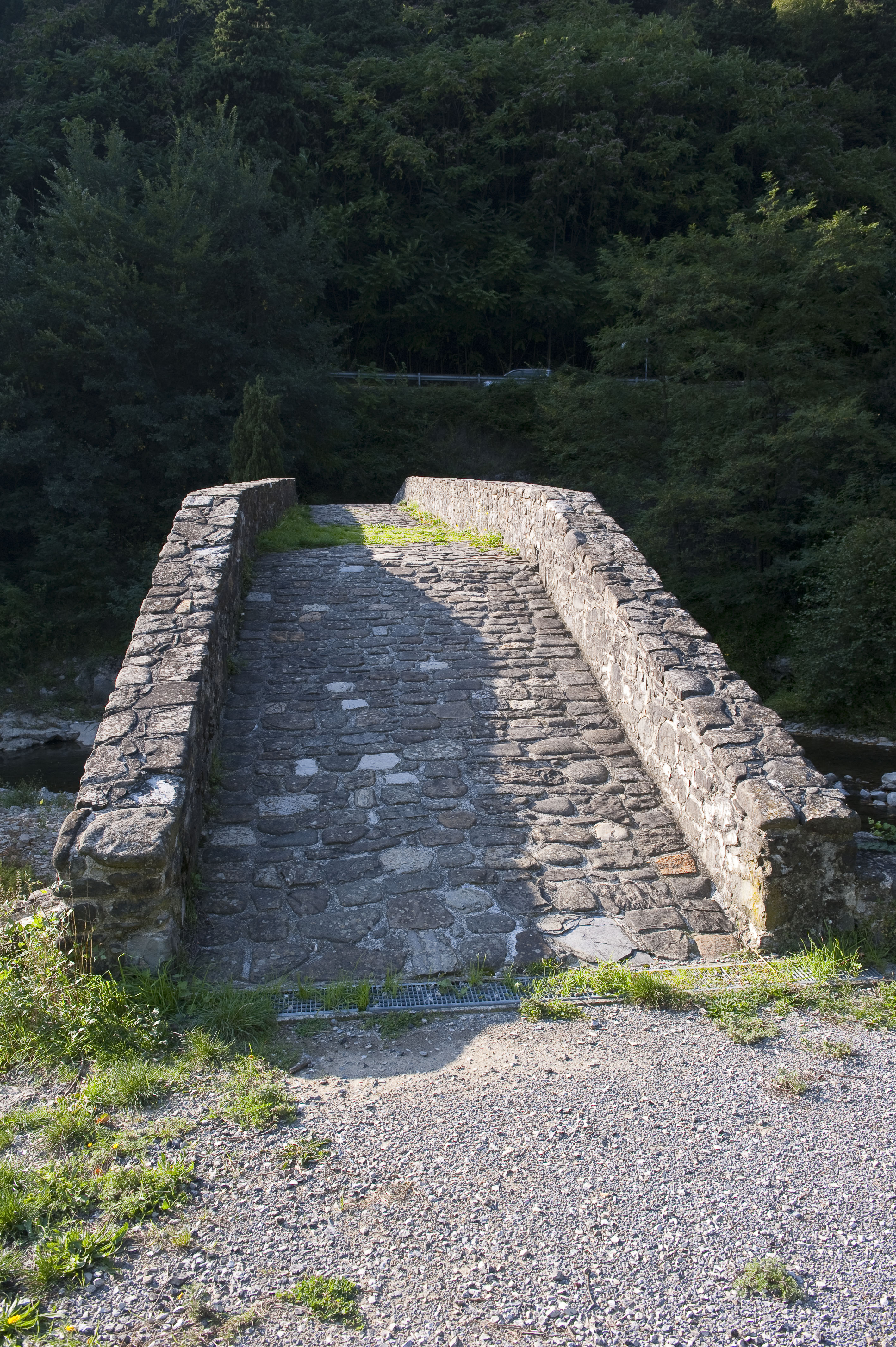
Strada selciata sul ponte